# San Miguel (Iloílo)
San Miguel es un municipio filipino de cuarta clase, perteneciente a la provincia de Iloílo, en las Bisayas Occidentales.

## Demografía
En 2020, el municipio de San Miguel tenía censados 30 115 habitantes.